# Eva Orvošová
Eva Orvošová (Liptovský Mikuláš, 18 januari 1971) is een voormalig wielrenster uit Tsjecho-Slowakije. Ook was ze actief in het mountainbiken.
Op de Olympische Spelen in 1996 nam Orvošová voor Slowakije deel aan het onderdeel Cross-Country bij het mountainbiken, waar ze als negende finishde. Ook reed ze mee bij de wegrace, waar ze 27e werd.
In 1992 en 1996 reed Orvošová enkele malen naar het podium bij de Wereldbeker mountainbike. In 1991 en 1992 won ze de Roc d'Azur.
Orvošová behaalde in het wielrennen geen professionele overwinningen.